# Love, Love, Love
Love, Love, Love reprezintă cel de-al cincelea și ultimul single din albumul secund al lui James Blunt, All the Lost Souls, lansat pe 7 noiembrie 2008.

## Videoclip
Regizat de Kinga Burza, videoclipul îl arată pe James Blunt, cântând la chitară, fiind înconjurat de multe persoane îmbrăcate în stilul anilor '70.

## Track-listing
1. "Love, Love, Love" - 3:46
2. "I'll Take Everything" (Demo) - 3:14
3. "1973" (Live From The Max Sessions, Sydney) - 5:37

## Clasament
| Clasament (2008)    | Poziție vârf |
| ------------------- | ------------ |
| Swiss Singles Chart | 59           |
| UK Singles Chart    | 121          |